# Mulholland Drive (väg)

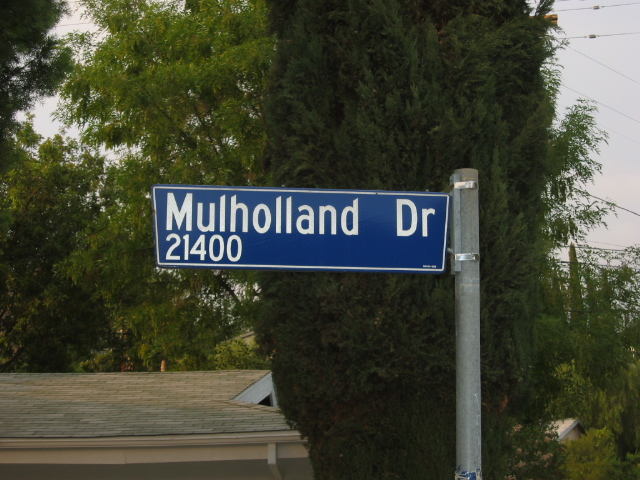
Gatskylt i stadsdelen Woodland Hills.

Mulholland Drive är en känd väg i Los Angeles, Kalifornien, USA, namngiven efter ingenjören William Mulholland. En del av vägen kallas även Mulholland Highway.
Den huvudsakligen tvåfiliga vägen följer Santa Monica Mountains och Hollywood Hills sträckning. Från vägen ser man ut över Los Angeles inklusive delar av San Fernando Valley.